# Christian Houzel
 (avril 2023).
Pour les articles homonymes, voir Houzel.
Christian Houzel, né le 21 mai 1937, est un mathématicien et historien des mathématiques français. Il a notamment été président de la Société mathématique de France et du Comité national français de mathématiciens.

## Biographie
De 1956 à 1960, il est élève à l'École normale supérieure (Ulm), termine major de l'agrégation de mathématiques en 1959, et passe son doctorat d’État à l'université de Grenoble en 1972 sous la direction d'Henri Cartan. Il est marié et père de trois enfants.

## Activité d'enseignement
De 1961 à 1963 il est agrégé-préparateur à l'ENS (Ulm). 
	
De 1963 à 1966, attaché de recherche au CNRS. 

De 1966 à 1973, chargé d'enseignement puis maître de conférences à l'université de Nice. 

De 1974 à 1975, professeur invité à l'université de Genève. 

De 1973 à 1986, maître de conférences (temps partiel) à l'École polytechnique. 

De 1973 à 1991, professeur à l'Université Paris 13. 

De 1991 à 1999, professeur à l'Institut universitaire de formation des maîtres (IUFM) et de 1991 à 1994, directeur adjoint. 

Depuis 2004, il est professeur émérite.

Parmi ses élèves figurent Christine Proust et Karine Chemla.

## Autres activités scientifiques
De 1982 à 1984, président de la Société mathématique de France.
De 1982 à 1985, conseiller scientifique à la Cité des sciences et de l'industrie, puis y siège au comité exécutif de 1983 à 1986.
En 1983, il fonde le REHSEIS (Recherches épistémologiques et historiques sur les sciences exactes et les institutions scientifiques, CNRS). 
De 1984 à 1988, président du Comité national français de mathématiciens (CNFM).
De 1999 à 2004, il est à la tête du groupe de recherche « Archives de la création mathématique » du CNRS.
En 1999, il a été co-rédacteur en chef de la nouvelle édition des œuvres de Pierre de Fermat (éditées à l'origine par Paul Tannery) avec Gilles Christol et Roshdi Rashed (Blanchard, Paris).
En 1997, il rédige en collectif Le Trésor : dictionnaire des sciences (Flammarion, 1997).
Christian Houzel est membre correspondant de l'Académie Internationale d'Histoire des Sciences, membre associé au Centre d'histoire des sciences et des philosophies arabes et médiévales (CNRS), Université de Paris 7, ainsi que membre du comité de rédaction de la « Revue d'histoire des mathématiques », éditée par la Société mathématique de France.

## Distinctions
- 1996 : Prix Binoux de l'Académie des sciences
- 2001 : médaille Alexandre-Koyré de l'Académie Internationale d'Histoire des Sciences[6]